# Tovkaci, Ovruci
Tovkaci (în ucraineană Товкачі) este un sat în comuna Hladkovîci din raionul Ovruci, regiunea Jîtomîr, Ucraina.

## Demografie
Componența lingvistică a localității Tovkaci
     Ucraineană (97,53%)
     Belarusă (1,23%)
     Alte limbi (1,24%)
Conform recensământului din 2001, majoritatea populației localității Tovkaci era vorbitoare de ucraineană (97,53%), existând în minoritate și vorbitori de belarusă (1,23%).